# Système de coordonnées du plan hyperbolique
Dans le plan hyperbolique, comme dans le plan euclidien, chaque point peut être représenté par un couple de nombres réels, appelés ses coordonnées. Il existe plusieurs systèmes de coordonnées du plan hyperbolique, qualitativement distincts.

## Conventions
On appelle système de coordonnées (du plan hyperbolique H) une bijection f de H vers {\displaystyle \mathbb {R} ^{2}}, qui au point P associe ses coordonnées f(P)=(x,y), ou plus généralement une application injective de H privé éventuellement d'un ensemble fini de points vers une partie de {\displaystyle \mathbb {R} ^{2}} ; f est supposée lisse (au sens de la structure de variété riemannienne de H) sauf en un ensemble négligeable de points. Inversement, l'antécédent par f du couple (x,y) se notera souvent P(x,y) ou {\displaystyle P\left|{\begin{matrix}x\\y\\\end{matrix}}\right.}, ou parfois simplement{\displaystyle \langle x,y\rangle }.
Dans certains systèmes, on rajoute une contrainte sur les valeurs possibles de x et y (par exemple, en coordonnées polaires, on exige que les angles soient compris entre 0 et 2π) ; on parle alors de coordonnées principales.
Les formules données dans cet article prennent une courbure de H égale à -1 ; les fonctions ch, sh et th qui apparaissent sont les fonctions hyperboliques.

## Coordonnées polaires

Coordonnées polaires avec pôle en O et axe des abscisses L. En vert, le point de coordonnée radiale (rayon) 3 et de coordonnée angulaire (azimuth) π/3, soit (3, 60°). En bleu, le point (4, 210°=7 π/6).

Les coordonnées polaires sont définies dans le plan hyperbolique de la même manière que les coordonnées polaires usuelles : un point de référence O (appelé le pôle) et une demi-droite Ox issue de ce point (appelé l'axe polaire) définissent un repère polaire ; chaque point P est repéré par sa distance au pôle {\displaystyle r=OP} (appelée coordonnée radiale ou rayon) et par l'angle {\displaystyle \theta ={\widehat {L,OP}}} (appelé coordonnée angulaire ou angle polaire).
La loi des cosinus hyperboliques montre que la distance entre deux points donnés par leurs coordonnées polaires est :
{\displaystyle \operatorname {dist} (\langle r_{1},\theta _{1}\rangle ,\langle r_{2},\theta _{2}\rangle )=\operatorname {argch} \,\left(\operatorname {ch} r_{1}\operatorname {ch} r_{2}-\operatorname {sh} r_{1}\operatorname {sh} r_{2}\cos(\theta _{2}-\theta _{1})\right)\,.}
Le tenseur métrique correspondant est : {\displaystyle (\mathrm {d} s)^{2}=(\mathrm {d} r)^{2}+\operatorname {sh} ^{2}r\,(\mathrm {d} \theta )^{2}\,.}
Les droites sont représentées par des équations de la forme
{\displaystyle \theta =\theta _{0}\pm {\frac {\pi }{2}}\quad {\text{ ou }}\quad \operatorname {th} r=\operatorname {th} r_{0}\sec(\theta -\theta _{0})},
où r0 et θ0 sont les coordonnées polaires de la projection orthogonale de O sur la droite.

## Coordonnées «cartésiennes»
Les coordonnées cartésiennes euclidiennes, définies par projections orthogonales sur deux axes, s'adaptent au plan hyperbolique (c'est le système des coordonnées axiales), mais l'absence de rectangles en géométrie hyperbolique (où la somme des angles d'un quadrilatère est toujours inférieure à 2π) rend ce système moins efficace ; en particulier, un couple de nombres ne correspond pas toujours à un point. C'est pourquoi, une fois définis une origine et un axe des abscisses, plusieurs systèmes « cartésiens » existent.

### Coordonnées axiales
On définit un axe des ordonnées perpendiculaire à l'axe des abscisse et passant par l'origine ; les coordonnées axiales d'un point P, xa  et ya, sont les mesures algébriques des distances à l'origine des projections orthogonales de P sur les deux axes.

Coordonnées axiales de cercles autour de l'origine ; le contour en rouge représente le plan hyperbolique H tout entier.

Tous les points de H, et même la plupart des points à l'infini, ont des coordonnées axiales, mais un couple de nombres (x,y) ne correspond à un point de H que si {\displaystyle \operatorname {th} ^{2}(x)+\operatorname {th} ^{2}(y)<1} ; si {\displaystyle \operatorname {th} ^{2}(x)+\operatorname {th} ^{2}(y)=1}, le couple correspond à un point à l'infini, et les couples tels que {\displaystyle \operatorname {th} ^{2}(x)+\operatorname {th} ^{2}(y)>1} ne correspondent à rien. Ainsi, le système des coordonnées axiales définit une injection de H vers le plan {\displaystyle \mathbb {R} ^{2}}, dont l'image (l'ensemble des points  (x,y) tels que {\displaystyle \operatorname {th} ^{2}(x)+\operatorname {th} ^{2}(y)<1}) est une région ressemblant à une astroïde, représentée en rouge ci-contre.
La distance du point {\displaystyle P(x_{a},y_{a})} à l'axe des abscisses est  {\displaystyle \operatorname {argth} \left(\operatorname {th} (y_{a})\operatorname {ch} (x_{a})\right)} ; la distance à l'axe des ordonnées est   {\displaystyle \operatorname {argth} \left(\operatorname {th} (x_{a})\operatorname {ch} (y_{a})\right)}.
Prenant comme axe polaire l'axe des abscisses, et comme pôle l'origine, on a les relations suivantes entre coordonnées axiales et polaires :
{\displaystyle x=\operatorname {argth} \,(\operatorname {th} r\cos \theta )}
{\displaystyle y=\operatorname {argth} \,(\operatorname {th} r\sin \theta )}
{\displaystyle r=\operatorname {argth} \,({\sqrt {\operatorname {th} ^{2}x+\operatorname {th} ^{2}y}}\,)}
{\displaystyle \theta =2\operatorname {arctan} \,\left({\frac {\operatorname {th} y}{\operatorname {th} x+{\sqrt {\operatorname {th} ^{2}x+\operatorname {th} ^{2}y}}}}\right)\,.}

### Coordonnées de Lobatchevski

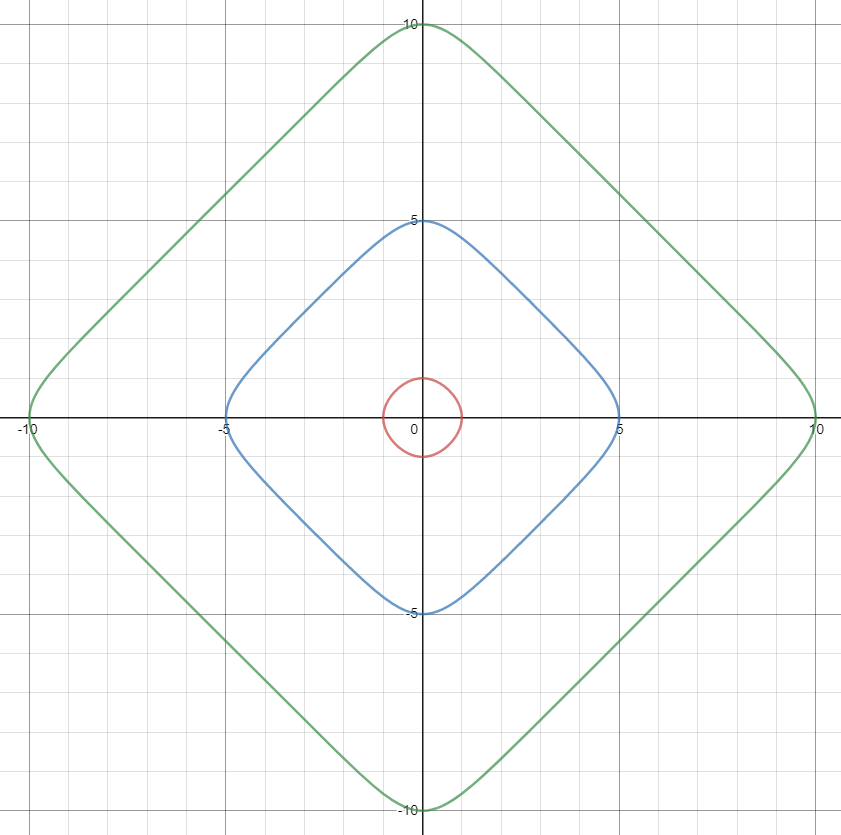
Cercles de rayons 1, 5 et 10 centrés sur l'origine dans le système des coordonnées de Lobatchevski.

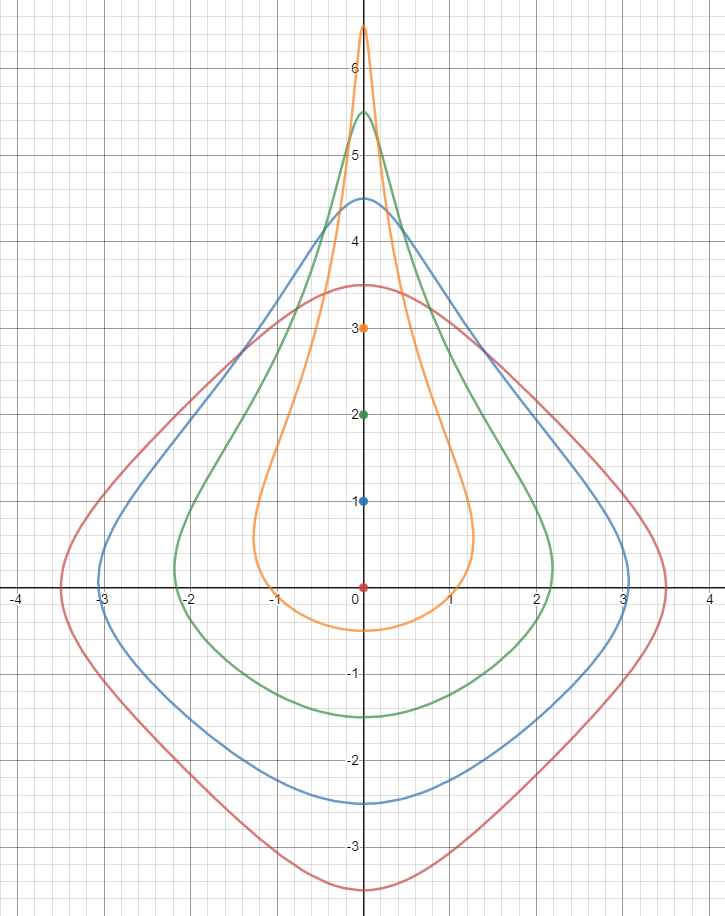
Cercles de rayon 3,5 centrés en (0,0), (0,1), (0,2) et (0,3) dans le système des coordonnées de Lobatchevski.

L'abscisse xℓ d'un point P, en coordonnées de Lobatchevski, est la même qu'en coordonnées axiales ; l'ordonnée yℓ est la distance (en mesure algébrique) entre ce point P et sa projection orthogonale sur l'axe des x. On a :
{\displaystyle x_{l}=x_{a}\ ,\ \operatorname {th} (y_{l})=\operatorname {th} (y_{a})\operatorname {ch} (x_{a})\ ,\ \operatorname {th} (y_{a})={\frac {\operatorname {th} (y_{l})}{\operatorname {ch} (x_{l})}}}.
Dans ce système, la distance entre deux points est donnée par :
{\displaystyle \operatorname {dist} (\langle x_{1},y_{1}\rangle ,\langle x_{2},y_{2}\rangle )=\operatorname {argch} \left(\operatorname {ch} y_{1}\operatorname {ch} (x_{2}-x_{1})\operatorname {ch} y_{2}-\operatorname {sh} y_{1}\operatorname {sh} y_{2}\right)\,.}
Le tenseur métrique correspondant est : {\displaystyle (\mathrm {d} s)^{2}=\operatorname {ch} ^{2}y\,(\mathrm {d} x)^{2}+(\mathrm {d} y)^{2}}.
Dans ce système, les droites ont pour équation x = a constante (pour les perpendiculaires à l'axe des abscisses) ou
{\displaystyle \operatorname {th} y=A\operatorname {ch} x+B\operatorname {sh} x},
où A et B sont des constantes telles que {\displaystyle A^{2}<1+B^{2}}.
La relation avec les coordonnées polaires est :
{\displaystyle x=\operatorname {argth} \,(\operatorname {th} r\cos \theta )} ;
{\displaystyle y=\operatorname {argsh} \,(\operatorname {sh} r\sin \theta )} ;
{\displaystyle r=\operatorname {argch} \,(\operatorname {ch} x\operatorname {ch} y)} ;
{\displaystyle \theta =2\operatorname {arctan} \,\left({\frac {\operatorname {sh} y}{\operatorname {sh} x\operatorname {ch} y+{\sqrt {\operatorname {ch} ^{2}x\operatorname {ch} ^{2}y-1}}}}\right)\,}.

### Coordonnées à partir d'un horocycle

Coordonnées à partir d'un horocycle

Un système analogue utilise un horocycle comme axe des ordonnées : utilisant l'horocycle passant par l'origine et centré sur le point {\displaystyle \Omega } à l'infini de l'axe des abscisses (dans le disque de Poincaré), on associe à chaque point P le point Ph situé sur l'horocycle et sur la droite {\displaystyle P\Omega }.
L'abscisse xh  est la distance de P à Ph (comptée négativement si Ph est entre P et {\displaystyle \Omega }) ; l'ordonnée yh est la longueur de l'arc d'horocycle de l'origine à Ph.
Dans ce système, la distance entre deux points est :
{\displaystyle \operatorname {dist} (\langle x_{1},y_{1}\rangle ,\langle x_{2},y_{2}\rangle )=\operatorname {argch} (\operatorname {ch} (x_{2}-x_{1})+{\tfrac {1}{2}}(y_{2}-y_{1})^{2}\exp(-x_{1}-x_{2}))\,,}
et le tenseur métrique correspondant est {\displaystyle (\mathrm {d} s)^{2}=(\mathrm {d} x)^{2}+\exp(-2x)\,(\mathrm {d} y)^{2}\,.}
Les droites ont des équations de la forme {\displaystyle x={\tfrac {1}{2}}\ln(\exp(2x_{0})-(y-y_{0})^{2})}, où x0 et y0 sont les coordonnées du point de la droite ayant la plus grande valeur de x.

## Coordonnées à partir d'un modèle
Partant d'un modèle du plan hyperbolique, on peut prendre comme coordonnées d'un point les coordonnées cartésiennes de son image dans le modèle.

### Coordonnées de Beltrami
Dans le modèle de Klein-Beltrami, le plan hyperbolique est représenté par l'intérieur du disque unité ; les coordonnées de Beltrami d'un point sont les coordonnées cartésiennes de son image (l'origine du repère étant prise au centre du disque); on a : {\displaystyle x_{b}=\operatorname {th} (x_{a}),\ y_{b}=\operatorname {th} (y_{a})}.

### Coordonnées de Poincaré
De même, les coordonnées de Poincaré sont les coordonnées cartésiennes du point dans le modèle du disque de Poincaré ; on a avec les coordonnées de Beltrami la relation
{\displaystyle x_{p}={\frac {x_{b}}{1+{\sqrt {1-x_{b}^{2}-y_{b}^{2}}}}},\ \ y_{p}={\frac {y_{b}}{1+{\sqrt {1-x_{b}^{2}-y_{b}^{2}}}}}}

### Coordonnées de Weierstrass
Les coordonnées de Weierstrass sont celles de l'image du point dans le modèle de l'hyperboloïde ; le point P de coordonnées axiales (xa, ya) a pour coordonnées de Weierstrass
{\displaystyle \left({\frac {\operatorname {th} x_{a}}{\sqrt {1-\operatorname {th} ^{2}x_{a}-\operatorname {th} ^{2}y_{a}}}}\ ,\ {\frac {\operatorname {th} y_{a}}{\sqrt {1-\operatorname {th} ^{2}x_{a}-\operatorname {th} ^{2}y_{a}}}}\ ,\ {\frac {1}{\sqrt {1-\operatorname {th} ^{2}x_{a}-\operatorname {th} ^{2}y_{a}}}}\right)}